# Kościół Narodzenia Najświętszej Maryi Panny w Chlastawie
Kościół pw. Narodzenia Najświętszej Maryi Panny w Chlastawie – barokowy drewniany kościół filialny, należący do parafii Macierzyństwa Najświętszej Maryi Panny w Zbąszynku, dekanatu Babimost, diecezji zielonogórsko-gorzowskiej, metropolii szczecińsko-kamieńskiej, zlokalizowany w Chlastawie w gminie Zbąszynek, w powiecie świebodzińskim, w województwie lubuskiem. Zabytek klasy „0”.

## Historia
Świątynia została wybudowana w 1637 jako zbór protestancki. W 1655 roku zdewastowany przez Brandenburczyków. W 1690 została wybudowana dzwonnica, a w 1692 roku dodano do świątyni zakrystię. W latach 1907 – 1912 przeprowadzono renowację i rozbudowę dzięki funduszom Seweryna Zakrzewskiego. Nawa została przedłużona i została dobudowana wieża zaprojektowana przez Leidicha.

### Po II wojnie światowej
W 1945 roku przejęty przez katolików. Poddany remontowi w latach 50 XX w. – wymieniono pokrycie dachu i odrestaurowano wnętrze. W latach 80 XX w odnowiono polichromię. W 1998 roku wymieniono gonty i oszalowania.

## Architektura
Jest to świątynia drewniana o jednej nawie, posiadająca konstrukcję słupowo – ramową, oszalowana deskami. Budowla orientowana, wzniesiona z drewna modrzewiowego na planie krzyża łacińskiego, posiada ceglaną podmurówkę. Kościół salowy, jego prezbiterium jest niewiele wyodrębnione od nawy, zamknięty czworokątnie, zakrystia umieszczona jest na osi. Z boku nawy mieszczą się: kaplica i kruchta, posiadająca lożę kolatorską na piętrze. Wieża umieszczona jest z przodu i jest stylizowana na kościołach śląskich i małopolskich, posiada izbicę i zegar. Jest zakończona ośmiokątnym, wzniosłym hełmem gontowym. Stromy dach posiada jedną kalenicę i jest nakryty gontem.
Wewnątrz dach jest oparty przez jeden ozdobnie rzeźbiony słup. Wewnątrz świątyni umieszczone są dwie empory wzdłuż nawy i jedna wokół ołtarza. Polichromia ludowa przedstawiająca motywy roślinne, wykonana w 1651 roku przez Krzysztofa Penzeliusza. Przedstawienie Sądu Ostatecznego umieszczone jest na suficie prezbiterium i balustradach empor. Uzupełnione w 1 połowie XX wieku. przez Kutschmanna.

## Wyposażenie
Ołtarz główny, ambona pochodzą z 1651, chrzcielnica z 1638 oraz epitafia z XVII wieku. Organy reprezentują styl rokoko.